# Phenom'N

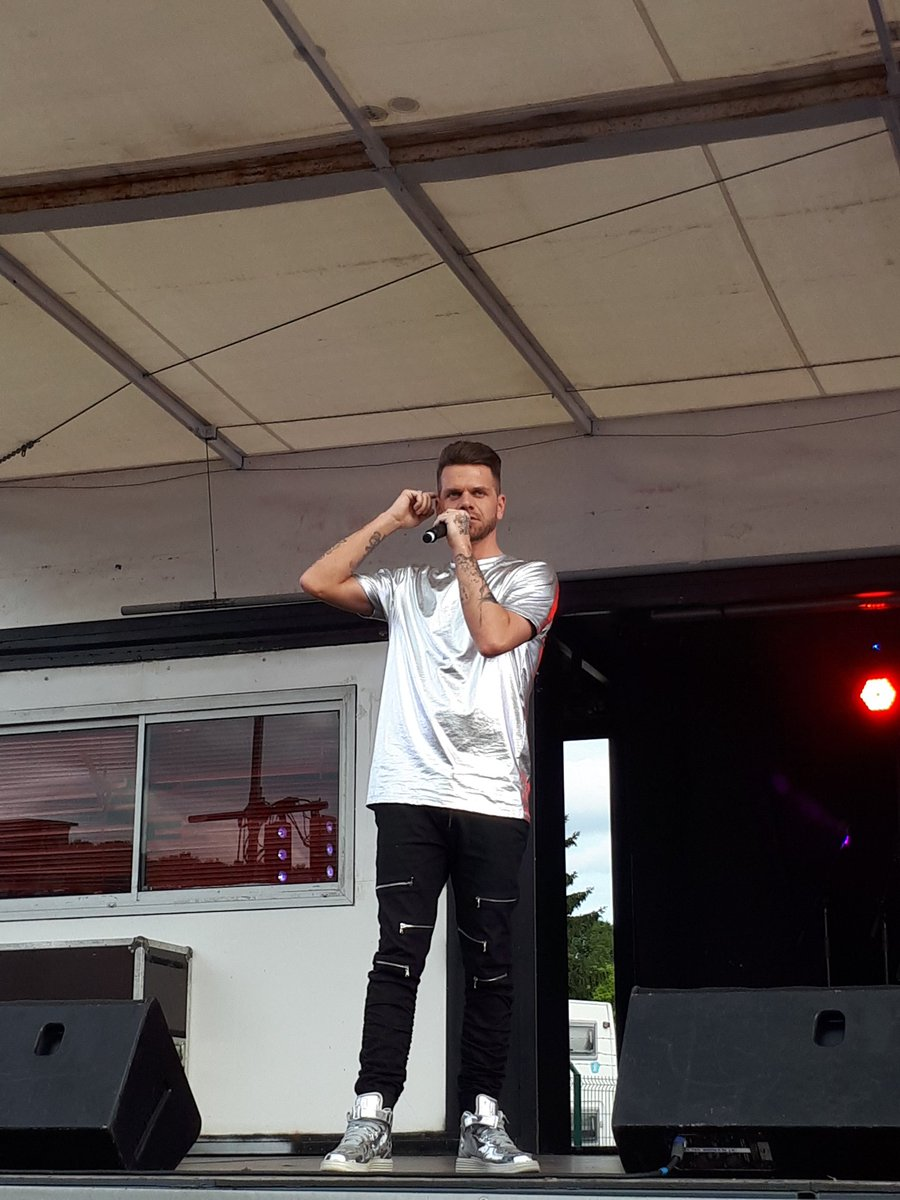
L'artista durante un live 10 anni dopo il suo debutto

Phenom'N è l'album di debutto di Keen'V pubblicato il 17 novembre 2008.

## Tracce
1. Jeux sensuels
2. À l'horizontale
3. Le Son qui bam bam
4. Mytho
5. Je veux y retourner (à la pêche aux moules)
6. J'ai mal
7. Born 2 be famous
8. J'perds le control
9. Keen'V phenom'n
10. Elle mérite
11. Désenchantée
12. J'suis conscient
13. Pleins les oreilles
14. Génération sexe, drogue et vodka
15. Alyzée

## Disco nelle hit-parades
Albums
| Anno | Album    | Miglior posizione | Miglior posizione | Casa Discografica | Certificazione | Note                    |
| Anno | Album    | Belgio            | Francia           | Casa Discografica | Certificazione | Note                    |
| ---- | -------- | ----------------- | ----------------- | ----------------- | -------------- | ----------------------- |
| 2011 | Phenom'N | —                 | 88                | ULM / Universal   |                | Accreditato come Keen'v |